# TIDS RUM. Tre essays.
|  | Denne artikel er oprettet af botten PalnaBot ud fra en ekstern database. Den kan derfor have sproglige fejl eller mangler. Denne skabelon kan fjernes efter kontrol af indholdet. |

TIDS RUM. Tre essays. er en film instrueret af Lars Henningsen.

## Handling
Lokalisering: Et tomt rum. Et hjørne, overgang til loft, overgang til gulv osv. vises i en stille bevægelse, som ændrer retning i tidsintervaller. Hver retningsskift er lydiggjort med et metronom-slag. Tilsynekomst: I videoen ses uskarpe detaljer fra et..